# Stijfveen
Het Stijfveen is een vennetje ongeveer 1,5 km ten noorden van het Nederlandse dorp Vries (Drenthe). Het is een restant van het Hooge Veen, een veengebied dat nog in de jaren vijftig van de negentiende eeuw grotendeels onontgonnen ten oosten van Donderen lag. In het Stijfveen werd in 1897 het lijk van het meisje van Yde gevonden.